# 성 비오 10세의 마리아 군대
마르셀 르페브르 사제회(Union Sacerdotale Marcel Lefebvre) 또는 성 비오 10세 마리아 군대(MCSPX)는 교황청과 성 비오 10세회 간의 완전한 일치를 위한 대화가 공식적으로 시작된 이후 성 비오 10세회로부터 이탈한 성직자들을 중심으로 조직된 전통 가톨릭 단체이다. 성 비오 10세회와 마찬가지로 제2차 바티칸 공의회의 전례 개혁과 교리 변화에 부정적이며 제2차 바티칸 공의회 이전의 트리엔트 전례와 교리를 고수한다. 교황공석주의 단체는 아니다

## 파문철회, 교황청과의 공식적인 대화 시작, 성 비오 10세회의 분열
2009년 1월, 교황 베네딕도 16세가 성 비오 10세회 소속 주교 4명에게 내려졌던 자동파문을 철회했다. 그 후 교황청과 성 비오 10세회 간의 완전한 일치를 위한 공식적인 대화가 시작되었다. 교황청과의 대화에 대해서 리처드 윌리엄슨 주교와 소수 사제들은 제2차 바티칸 공의회 이전의 가톨릭으로부터 물려받은 성 비오 10세회의 원칙들을 훼손시킬 수 있다며 대화에 대해 부정적인 입장을 드러냈다. 2012년, 성 비오 10세회의 총회에 즈음하여 단체 내부의 이견이 수면 위로 떠올랐다. 성 비오 10세회의 내부 논쟁 과정에서, 교황청과의 대화에 부정적인 리처드 윌리엄슨 주교와 소수 사제들은 불순명을 이유로 회에서 제명되거나 스스로 탈퇴하는 식으로 성 비오 10세회를 이탈하였다. 이탈한 성직자들은 성 비오 10세회가 창립 당시의 원칙과 이상을 교황청과의 대화를 위해 훼손시켰다며 성 비오 10세회 지도부를 비판했으며, 자신들이야말로 성 비오 10세회의 원래 원칙과 이상을 훼손시키지 않으면서 활동하고 있다고 주장했다. 이탈한 성직자들은 마르셀 르페브르 사제회라는 새로운 전통 가톨릭 단체를 조직했다.

## 한국 현황[4]
서울특별시 은평구 불광동 골든타워빌딩 4층에서 성당을 운영하고 있다. 미사는 한 달에 1~2차례 집전되고 있으며, 한국인 사제는 없고 몇몇 외국인 사제들이 미사를 집전하고 있다. 2013년 5월 24일부터 5월 27일까지 리처드 윌리엄슨 주교가 혼배성사, 견진성사를 위해 방한했다.